# 昭王〜大秦帝国の夜明け〜
『昭王〜大秦帝国の夜明け〜』（しょうおう だいしんていこくのよあけ、簡体字中国語: 大秦帝国之崛起）は、2017年の中国のテレビドラマ。全38話。

## 概要
『大秦帝国』『大秦帝国 縦横 ＝強国への道＝』に続く孫皓暉の小説を元にした歴史ドラマ第3弾。スタッフは『縦横』とほぼ同一。
中国版は全40話だが、第1話と第2話が前作ドラマ『縦横』の再放送であったため、日本のチャンネル銀河では第1話と第2話を省略し、全38話の編成で放映される。日本版DVDも38話版を収録している。

### 役者の降板
2015年3月、白起役を担当していた王学兵は北京にて、他人に麻薬を吸う場所を提供する疑惑で逮捕された。取り調べ中に、王学兵は麻薬を吸う場所を提供したことを認めた上、過去に自分が麻薬を吸っていたことも自白した。
そのため、全撮影を終了し、すでにポストプロダクションの段階に入っていた製作側は代役として邢佳棟を起用したが、王学兵による白起の撮影時間は239分に至り、初めから撮り直すのは至難なので、グリーンバック撮影で邢佳棟を撮り、ポストプロダクションにて王を覆うことにした。また、本撮影で使用していたカメラは720pのものだったが、邢佳棟を撮影していた時に1080pのものにアップグレードされたので、本ドラマで1080pの解像度で撮影されたものは彼のみ。

### 原作者との決裂
2017年3月、原作小説の著者の孫皓暉は、自分が脚本を担当していない両ドラマ（『大秦帝国 縦横 ＝強国への道＝』『昭王〜大秦帝国の夜明け〜』）は、「自分の小説との一致率は10%にも達していない」と非難した。そして、両ドラマの製作側との提携を終了し、新しい製作チームを立ち上げ、自分の書く脚本で『縦横』よりの物語をドラマ化する計画を発表した。
2018年4月、両ドラマの製作会社の西安曲江大秦帝国影業投資有限公司は、2017年3月に孫皓暉との提携関係を解消し、オリジナル脚本で続編ドラマを製作することを公表した。

## あらすじ
秦史上最長の在位を誇る第28代君主昭王の生涯。

## スタッフ
- 演出：丁黒
- 脚本：張健偉

## 登場人物・キャスト
- 秦昭襄王（嬴稷）：張博（チャン・ボー）（中国語版）
- 宣太后：寧静（ニン・チン）（中国語版）
- 秦恵文王（嬴駟）：富大龍（中国語版）
- 悼太子（嬴倬）：胡佳旭

昭襄王の長子で秦の太子。
- 嬴柱：邱東紅
- 白起：邢佳棟（シン・ジャードン）（中国語版）
- 魏冉：趙純陽（チャオ・チュンヤン）
- 范雎：呉連生（ウー・リェンシェン）

司馬遷の『史記』では范雎は生涯を全うするが、始皇帝時代の睡虎地秦墓11号墓より出土した『編年記』では、范雎は范雎を昭王に推挙した王稽と共に処刑される。
- 嬴疾：周波
- 蘇秦：王小毅

『史記』によると蘇秦は張儀より以前の人物だが、『史記』より古い時代に書かれた『戦国縦横家書』では蘇秦は張儀より以降の人物とされている。
- 斉王（田地）：王絵春（中国語版）
- 孟嘗君（田文）：霍青（中国語版）
- 蒙驁：金盛宇
- 屈原：楊志剛（中国語版）
- 華陽君（羋戎）：應強
- 葉陽后（中国語版）：寧露（中国語版）
- 唐八子：原雨（中国語版）
- 趙蔓：沈佳妮

白起の妻。
- 魏優旃：馬小寧

秦の役者で魏醜夫と魏伶優の父。
- 魏醜夫（中国語版）：武雨澤

宣太后の側仕え。
- 魏伶優：王梓桐

嬴雍の娘、麗姫。幼い頃に魏优旃に引き取られる。
- 義渠駭：陳昊（中国語版）
- 李兌（中国語版）：周楽

趙の奉陽君。
- 廉頗：王双宝
- 藺相如：焦俊翔
- 李冰（中国語版）：沈保平
- 王稽：尹靜
- 鄭安平：魯佳
- 平原君（趙勝）：劉乃芸
- 信陵君（魏無忌）：高錦
- 春申君（黄歇）：徐東生
- 趙恵文王（趙何）：李槐龍
- 趙孝成王（趙丹）：張迪（中国語版）
- 平陽君趙豹：宋重東
- 虞卿：劉軍
- 趙奢：斉濤
- 趙括：張沢文
- 趙括の母：高英
- 楼緩：馬小寧
- 毛遂：羅天祐

## 各話タイトル
- 第1話 大王への道
- 第2話 王を凌駕する名宰相
- 第3話 楚王来駕
- 第4話 新王擁立へ
- 第5話 王たちの思惑
- 第6話 裏切りと策略
- 第7話 進攻の名分
- 第8話 三強国へ
- 第9話 大国を目指す
- 第10話 計略の目的
- 第11話 真意を探る
- 第12話 列国を率いて
- 第13話 丞相の計略
- 第14話 天下の至宝
- 第15話 楚討伐
- 第16話 さらなる脅威
- 第17話 因縁を断つ
- 第18話 賢者の登場
- 第19話 外戚排除
- 第20話 閼与の戦
- 第21話 一時代の終わり
- 第22話 恨みを晴らす
- 第23話 駈引きの行方
- 第24話 天下統一への第一歩
- 第25話 続く膠着状態
- 第26話 同盟を崩せ
- 第27話 不足する兵糧
- 第28話 戦略の是非
- 第29話 突撃準備
- 第30話 決戦の日
- 第31話 趙兵の投降
- 第32話 秦の武将として
- 第33話 駈引きの果てに
- 第34話 逸した勝機
- 第35話 軍神の胸の内
- 第36話 大王の決断
- 第37話 秘策
- 第38話 統一への第一歩